# 青木治親
青木 治親（あおき はるちか、Haruchika Aoki, 1976年3月28日 - ）は、群馬県北群馬郡子持村（現：渋川市）出身のオートレース選手（川口オートレース場所属）。元ロードレースライダーで1995年・1996年のロードレース世界選手権（WGP）125ccクラスチャンピオン。
兄の宣篤、拓磨もロードレースライダーとして活躍し、「青木三兄弟」として有名な存在である。

## 略歴
1982年頃からポケバイを始める。16歳になった1992年にロードレースデビューし、地方選手権で38戦30勝。同年、鈴鹿8時間耐久ロードレース（鈴鹿8耐）併催の鈴鹿4時間耐久ロードレースを藤原克昭とのコンビで制する。
国際A級特別昇格した1993年に、各国選手権等で上位ランキング獲得者にのみ認められてきたWGPフルエントリーが、この年よりチーム推薦でも認められる制度ができたため、若井伸之の移籍に伴い空いたモトバムから125ccクラスへのフル参戦が実現した。1995年に移籍したアリー・モレナー・レーシングで、1995年・1996年と、2年連続で125ccクラスチャンピオンを獲得。
1997年には250ccクラス、1999年には500ccクラスにステップアップする。2000年にはスーパーバイク世界選手権に転じるが2001年には500ccクラスに復帰し、4気筒勢が大半を占める中、非力な2気筒NSR500Vで、ベストプライベーター賞を獲得。翌年2002年、ワークスマシンNSR250撤退後の次期マシンとなる、RS250RWの先行開発を担い250ccクラスに参戦するも結果に結びつかず、翌年2003年、WGPからの撤退を余儀なくされる。
一方、オートレース（日本小型自動車振興会）側では、1999年（27期）の選手募集時より、WGPや全日本ロードレース選手権等で優秀な成績を収めたものに限り通常23歳以下の年齢制限を28歳以下に緩めるほか、試験の一部を免除するといった特例枠を設けるようになった。オートレースの選手募集は2年に1度しか行われないため、当時のルールでは2003年の第29期選手募集が27歳の治親にとって最後のチャンスとなることから転向を決意した（なお現在は年齢制限の上限は撤廃されている）。オートレース選手養成所に第29期生として入学し、翌2004年8月1日にオートレース選手としてデビューした。特例枠で選手となったのは治親が初めてである。
2005年には川口オートレース場を所有する川口市のバックアップを受けたオートレース・ハルクプロより、現役オートレース選手として初めて鈴鹿8耐に参戦（監督は川口オートレース所属選手の森且行）。安田毅史とのペアで総合3位・JSB1000クラス優勝を果たし、ロードレースにおいてもその腕の健在ぶりを見事に見せつけた。
2006年7月19日に川口オートレース場で開催された第30回日刊スポーツキューポラ杯争奪戦でGI初優勝。この優勝は29期生初のGI優勝である。その後も上位クラスであるS級で活躍を続け、2011年6月19日に浜松オートレース場で開催された特別GI共同通信社杯プレミアムカップで5年ぶりとなるGI優勝を果たした。

## 略歴（ロードレース）
- 1982年 - 初めてポケバイに乗る
- 1983年 - ポケバイレース開始
- 1986年 - ミニバイクレース開始
- 1992年 - 鈴鹿4時間耐久ロードレース優勝（藤原克昭/NSR250R）
- 1993年 - 国際A級特別昇格、ロードレース世界選手権GP125 ランキング14位
- 1994年 - ロードレース世界選手権GP125 ランキング12位

鈴鹿8時間耐久ロードレース7位（岩橋健一郎 / ウルトラマンパワード桜井ホンダ / RVF/RC45）
- 1995年 - ロードレース世界選手権GP125 チャンピオン

鈴鹿8時間耐久ロードレースリタイヤ（青木宣篤 / ウルトラマンRT桜井ホンダ / RVF/RC45）
- 1996年 - ロードレース世界選手権GP125 チャンピオン

鈴鹿8時間耐久ロードレース7位（青木宣篤 / ウルトラマンRT桜井ホンダ / RVF/RC45）
- 1997年 - ロードレース世界選手権GP250 ランキング8位

鈴鹿8時間耐久ロードレース（鎌田学 / ウルトラマンレーシング / RVF/RC45）
- 1998年 - ロードレース世界選手権GP250 ランキング6位

鈴鹿8時間耐久ロードレース9位（鎌田学 / ウルトラマンレーシング / RVF/RC45）
- 1999年 - ロードレース世界選手権GP500 ランキング15位

鈴鹿8時間耐久ロードレース33位（小西良輝 / TSR / AC90M）
- 2000年 - スーパーバイク世界選手権 ランキング18位
- 2001年 - ロードレース世界選手権GP500 ランキング17位

鈴鹿8時間耐久ロードレース13位（前田淳 / CBR900RR）
- 2002年 - ロードレース世界選手権GP250 ランキング14位
- 2003年 - 鈴鹿8時間耐久ロードレース7位（出口修 / DDBOYS / CBR954RR）
- 2005年 - 鈴鹿8時間耐久ロードレース総合3位・JSB1000クラス優勝（安田毅史 / オートレース・ハルクプロ / CBR1000RR）

※括弧内はコンビを組んだライダー名。

### ロードレース世界選手権
- 凡例
- ボールド体のレースはポールポジション、イタリック体のレースはファステストラップを記録。

| 年     | クラス | マシン | 1      | 2      | 3      | 4      | 5      | 6      | 7       | 8      | 9       | 10     | 11      | 12     | 13     | 14     | 15    | 16 | 17 | 18 | 順位 | ポイント |
| ------ | ------ | ------ | ------ | ------ | ------ | ------ | ------ | ------ | ------- | ------ | ------- | ------ | ------- | ------ | ------ | ------ | ----- | -- | -- | -- | ---- | -------- |
| 1993年 | 125cc  | ホンダ | AUS 14 | MAL 11 | JPN 7  | SPA 19 | AUT 16 | GER 20 | NED Ret | EUR 10 | SMR Ret | GBR 18 | CZE Ret | ITA 13 | USA 5  | FIM 13 |       |    |    |    | 14位 | 39       |
| 1994年 | 125cc  | ホンダ | AUS 17 | MAL 10 | JPN 17 | SPA 14 | AUT 25 | GER    | NED 12  | ITA 9  | FRA 12  | GBR 13 | CZE 19  | USA 4  | ARG 12 | EUR 3  |       |    |    |    | 12位 | 59       |
| 1995年 | 125cc  | ホンダ | AUS 1  | MAL 18 | JPN 1  | SPA 1  | GER 1  | ITA 1  | NED 5   | FRA 1  | GBR Ret | CZE 2  | BRA 3   | ARG 14 | EUR 1  |        |       |    |    |    | 1位  | 224      |
| 1996年 | 125cc  | ホンダ | MAL 2  | INA 2  | JPN 2  | SPA 1  | ITA 2  | FRA 7  | NED 3   | GER 3  | GBR 8   | AUS NC | CZE 6   | IMO NC | CAT 5  | RIO 1  | EUR 2 |    |    |    | 1位  | 220      |

## 選手データ（オートレース）
- プロフィール
  - 選手登録: 2004年7月26日
  - 身長: 178.7 cm
  - 体重: 65.0 kg
  - 血液型: A型
  - 趣味: スノーボード、ドライブ
- 戦歴 
  - 通算優勝回数: 15回
  - グレードレース（SG,GI,GII）優勝回数: 2回
  - 全国区レース優勝回数: 1回（SG0回、プレミアムカップ1回）
  - SG優勝回数: 0回
  - GI優勝回数: 2回
  - GII優勝回数: 0回
- 受賞歴
  - 最優秀新人選手賞: 1回
  - 日刊三賞・敢闘賞: 1回
  - 日刊三賞・特別賞: 1回
  - 日本プロスポーツ大賞・新人賞: 1回

## 略歴（オートレース）
- 2004年 - オートレースデビュー、オートレース最優秀新人賞
- 2005年 - オートレース新人王
- 2006年 - 日本プロスポーツ大賞オートレース新人賞受賞、日刊スポーツ第30回GIキューポラ杯争奪戦（川口オートレース場）優勝、日刊スポーツ第19回オートレース三賞（敢闘賞）受賞
- 2011年 - GI共同通信社杯プレミアムカップ（浜松オートレース場）優勝

## 出演

### テレビドラマ
- ウルトラマンダイナ 第19話「夢幻の鳥」（1998年1月17日、MBS） - アオキ・ハルチカ役

### CM
- 円谷プロダクション